# نیکولسکویه (شهرستان بلاگووشچنسکی، باشقیرستان)
نیکولسکویه (انگلیسی: Nikolskoye, Blagoveshchensky District, Republic of Bashkortostan) یک شهرک در شهرستان بلاگووشچنسکی باشقیرستان کشور روسیه است.